# Dschida (Fluss)
Die Dschida (russisch Джида́) ist ein 567 Kilometer langer linker Nebenfluss der Selenga in Südostsibirien (Russland, Asien).

## Verlauf

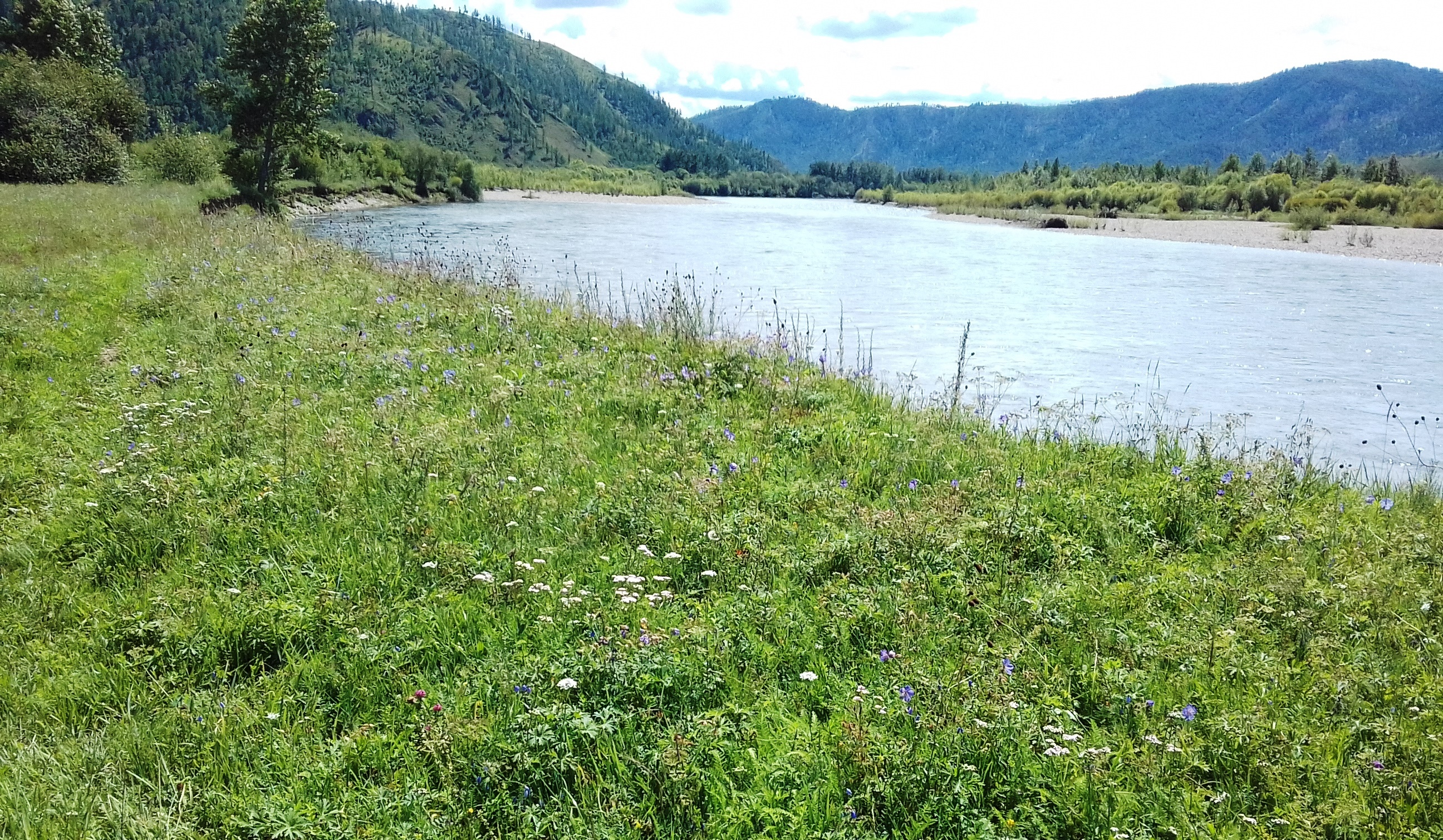
Die Dschida im Bereich der Torei-Wiesen (der Torei ist ein kleiner linker Nebenfluss) im Dschidinski rajon, gut 30 km oberhalb (westlich) von Petropawlowka

Die Dschida entspringt in etwa 2200 m Höhe in einem südwestlichen Ausläufer des Chamar-Daban-Gebirges unweit der Grenze zur Mongolei. Das Gebirge erreicht wenige Kilometer südwestlich der Quelle eine Höhe von über 2600 Metern. Zunächst fließt die Dschida als reißender Gebirgsfluss durch ein enges, schluchtartiges Tal in südöstlicher Richtung. Später wendet sie sich in östliche Richtung und durchfließt ein breites, von engen Abschnitten unterbrochenes Tal nördlich des nach ihr benannten Dschidagebirges. Dabei entfernt sich der Fluss nie mehr als etwa 30 Kilometer von der russisch-mongolischen Staatsgrenze.
Die Dschida mündet schließlich unweit der ebenfalls nach dem Fluss benannten Siedlung städtischen Typs (und Rajonverwaltungszentrum) Dschida bei 558 m Höhe in die Selenga, den größten Zufluss des Baikalsees.
Bedeutendster Nebenfluss sind Zakirka und Chamnei von links sowie die aus der Mongolei kommende Scheltura (mongolisch Зэлтэрийн гол/Dselteriin gol) von rechts.

## Hydrographie
Das Einzugsgebiet der Dschida umfasst 23.500 km². In Mündungsnähe erreicht der Fluss eine Breite von über 50 Metern und zwei Meter Tiefe; die Fließgeschwindigkeit beträgt 1,0 m/s.
Die mittlere Wasserführung beträgt in Mündungsnähe 73,5 m³/s, bei einem minimalen monatlichen Mittel von 4,0 m³/s im Februar und einem maximalen monatlichen Mittel von 220 m³/s im August. Während der gesamten Sommer- und Herbstmonate führt die Dschida Hochwasser, besonders von Juni bis September.

## Infrastruktur
Die Dschida ist nicht schiffbar.
Das Gebiet des Oberlaufs der Dschida, bis zur Einmündung der Zakirka, ist kaum besiedelt. Entlang des Mittel- und Unterlaufes gibt es eine größere Anzahl von Orten, darunter die drei Kilometer abseits des Flusses gelegene Bergbaustadt Sakamensk. Nach Sakamensk führt über fast 300 Kilometer in unterschiedlicher Entfernung entlang des Flusses die in Gussinoosjorsk von der Fernstraße A340 Ulan-Ude–Kjachta/mongolische Grenze abzweigende Regionalstraße 81А-007.
Die Mündung der Dschida in die Selenga befindet sich in Sichtweite der Transmongolischen Eisenbahn, die in Ulan-Ude von der Transsibirischen Eisenbahn abzweigt und über die Mongolei in die Volksrepublik China führt. Einige Kilometer oberhalb überquert die Bahnstrecke den Fluss.